# Cerura tanaica
Cerura tanaica är en fjärilsart som beskrevs av Sergiusz Toll 1929. Cerura tanaica ingår i släktet Cerura och familjen tandspinnare. Inga underarter finns listade i Catalogue of Life.